# Odostomia gouldii
Odostomia gouldii är en snäckart som beskrevs av Carpenter 1864. Odostomia gouldii ingår i släktet Odostomia och familjen Pyramidellidae. Inga underarter finns listade i Catalogue of Life.